# باب المقام (فلم 2005)
باب المقام (بالإنجليزية: Passion (2005 film)) هو فيلم تم إنتاجه في سوريا وصدر في سنة 2005. الفيلم من إخراج محمد ملص وكتابة محمد ملص.

## وصلات خارجية
- مقالات تستعمل روابط فنية بلا صلة مع ويكي بيانات

1. ↑  "معلومات عن باب المقام (فيلم 2005) على موقع filmaffinity.com". filmaffinity.com. مؤرشف من الأصل في 2017-10-26.
2. ↑  "معلومات عن باب المقام (فيلم 2005) على موقع ui.eidr.org". ui.eidr.org. مؤرشف من الأصل في 2019-12-13.
3. ↑  "معلومات عن باب المقام (فيلم 2005) على موقع kinopoisk.ru". kinopoisk.ru. مؤرشف من الأصل في 2019-12-13.